# Abadía de Kladruby
La abadía de Kladruby (en checo: Kladrubský klášter) es una antigua abadía benedictina ubicada en Kladruby en la República Checa, cerca de la ciudad de Stříbro en el distrito de Tachov, entre la ciudad de Pilsen y la frontera con Alemania. Está ubicada en una colina sobre el río Úhlavka y especialmente la iglesia del monasterio de la Asunción de la Virgen María domina el paisaje.
El monasterio original fue fundado en 1115 por el príncipe checo Vladislav I, en 1421 fue destruido por los husitas, fue restaurado en su totalidad en estilo gótico barroco entre el primer y segundo tercios del siglo XVIII. Fue suprimido en 1785 durante la reformas religiosas del emperador José II.
El monasterio ha sido un importante factor religioso, económico y cultural en la zona durante siglos. Actualmente es propiedad del estado checo y su administración corre a cargo del Instituto de Monumentos Nacionales. Parte del complejo monumental también está abierto al público.
Es un edificio barroco notable, aunque en muy mal estado de conservación. La parte mejor conservada es la iglesia de Nuestra Señora de la Asunción, obra maestra de Jan Santini, que aplicó en ella su muy personal síntesis entre la arquitectura barroca y gótica. La cúpula del crucero es uno de sus logros más impresionantes y una obra única en su género, al menos en Europa Central. La prolongación del coro por un triple ábside es la otra gran originalidad del edificio; el arabesco de sus bóvedas entretejidas ha sido descrito por el teórico Christian Norberg-Schulz como «una de las piezas arquitectónicas más irreales que jamás se hayan concebido». Se podría pensar que se inspiraron en modelos ingleses si no fuera porque es poco probable que Santini los hubiera conocido.

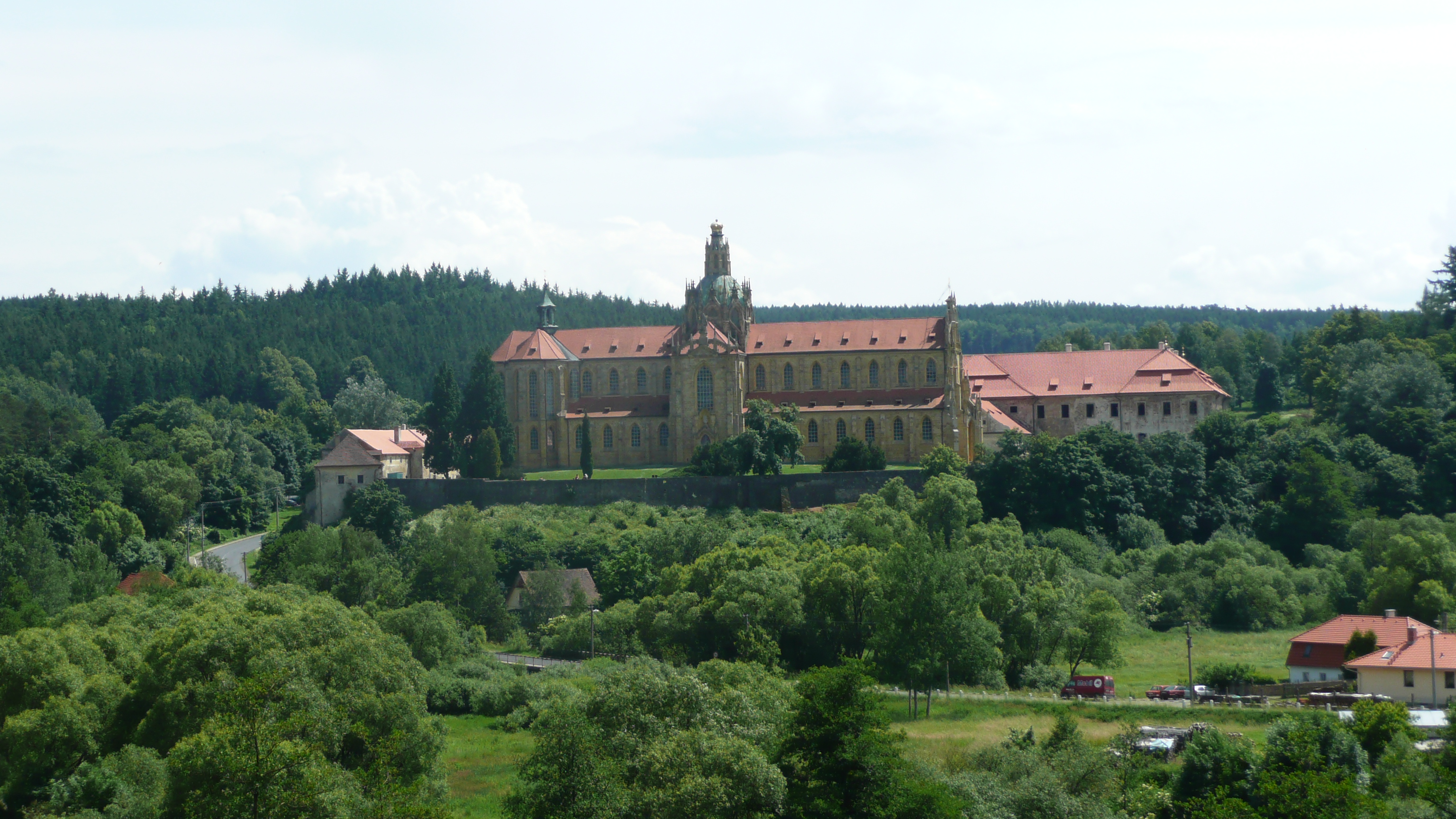
Vista lejana del monasterio
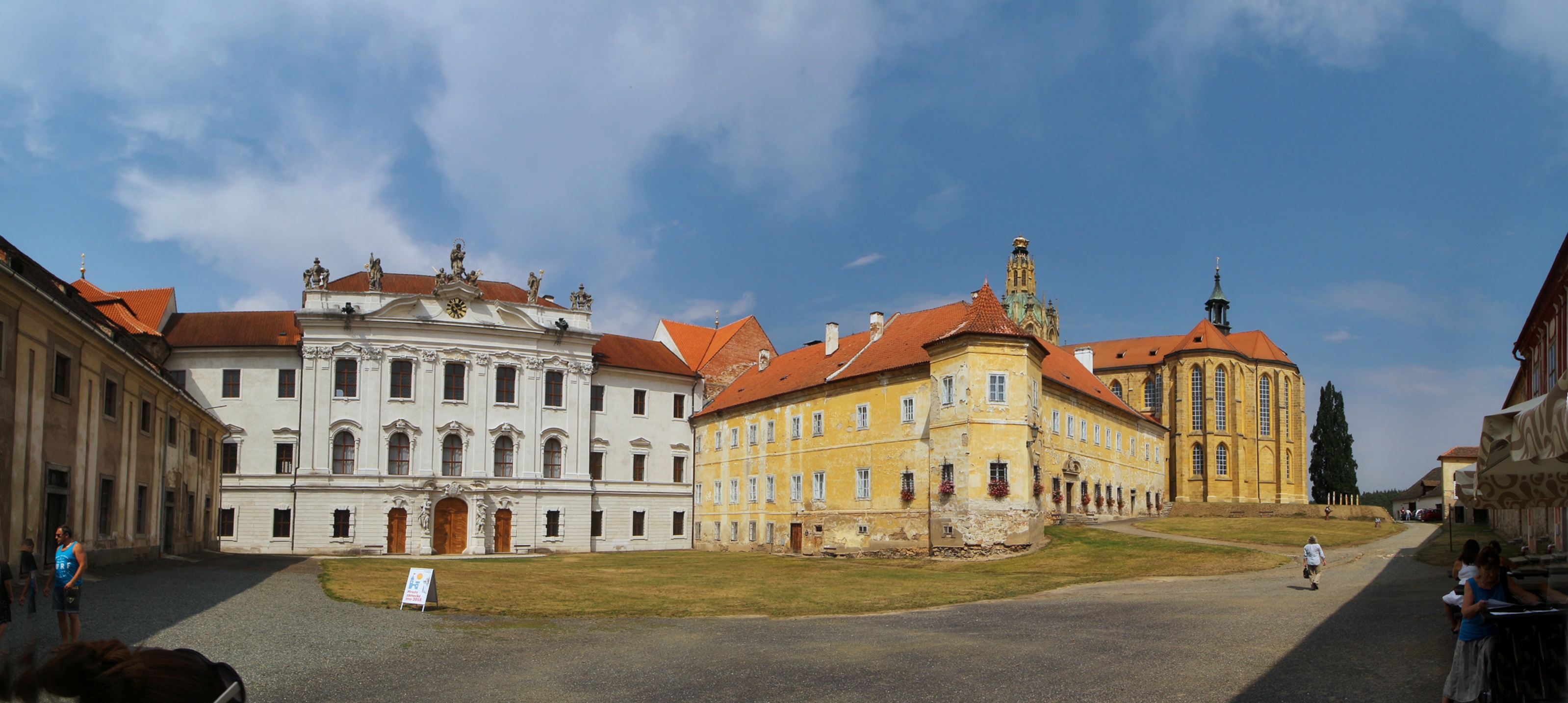
Vista de la fachada de entrada del monasterio

## Historia

### Época medieval
El monasterio fue fundado en 1115 por el príncipe checo Vladislav I —que también fue enterrado en él— en honor a la Nuestra Señora de la Asunción y a los santos Benito y Wolfgango. Sirvió para colonizar la zona fronteriza del oeste de Bohemia. Según la carta de fundación sobreviviente, fue colonizada por monjes procedentes del monasterio bávaro en Zwiefalten. Durante los siglos XIII y XIV, el convento local fue una de las comunidades más grandes de la provincia benedictina checa. Originalmente fue un complejo románico de edificios del siglo XII al primer tercio del siglo XIII, que supuestamente se terminó en 1233. Se completó con la construcción de una basílica gótica de tres naves con un crucero posterior, un coro occidental y capilla funeraria del fundador en el sur.
Los edificios fueron destruidos en 1421 no solo en las guerras husitas, también por los siguientes iconoclastas que también contribuyeron significativamente a la destrucción de los elementos artísticos. En 1996, los arqueólogos encontraron una colección única de aproximadamente 1400 fragmentos de esculturas de marga y elementos de escultura arquitectónica de la segunda mitad del siglo XIV.
A finales del siglo XV, la iglesia fue completamente reparada en estilo gótico y reconsagrada en 1504. Los edificios del monasterio fueron reparados en el segundo cuarto del siglo XVI. La destrucción fue causada primero por un incendio en 1590 y luego por el ejército durante la Guerra de los Treinta Años.

Vistas de la iglesia
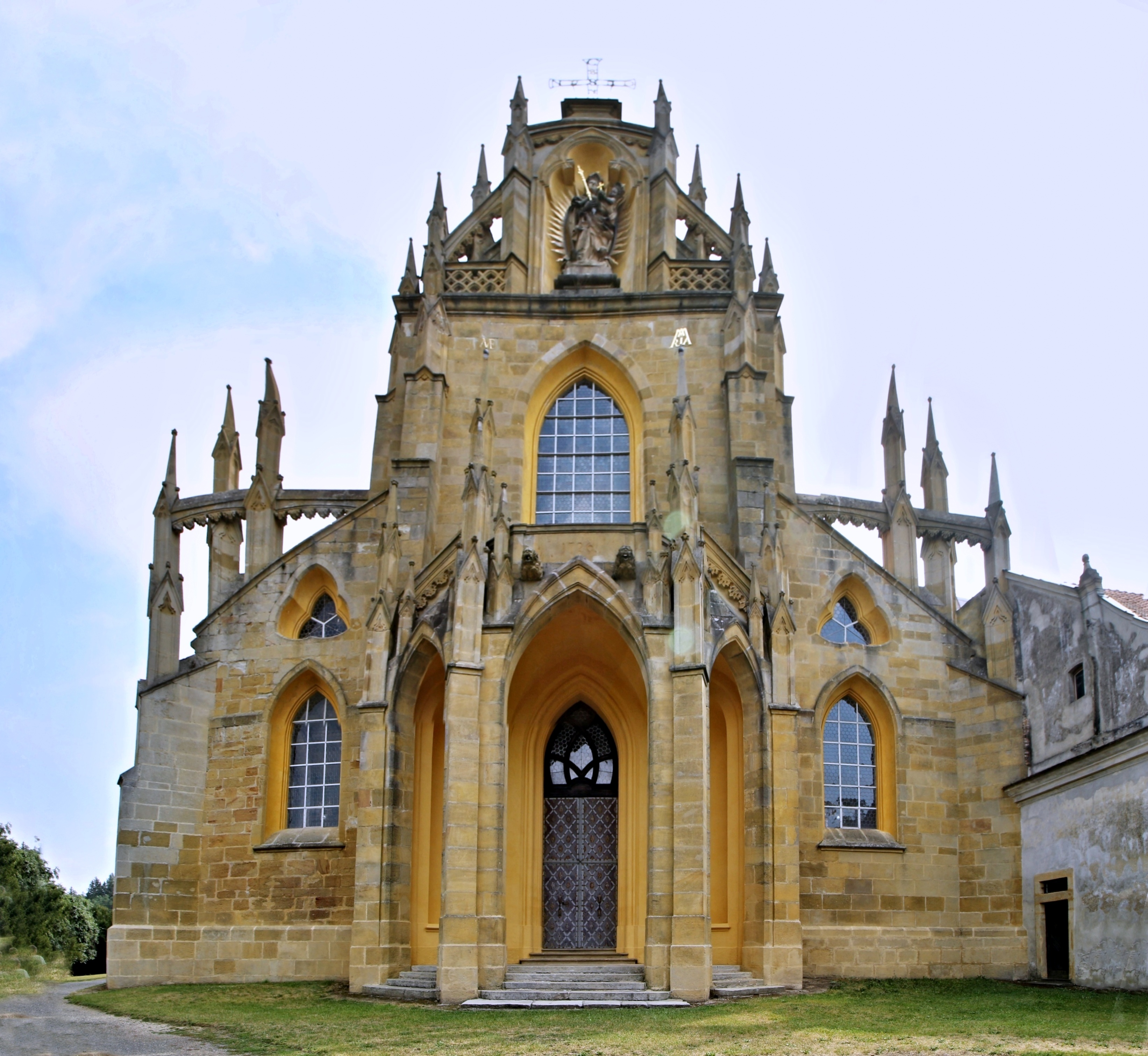
Iglesia del monasterio de la Asunción de la Santísima Virgen María, San Wolfgango y San Benito
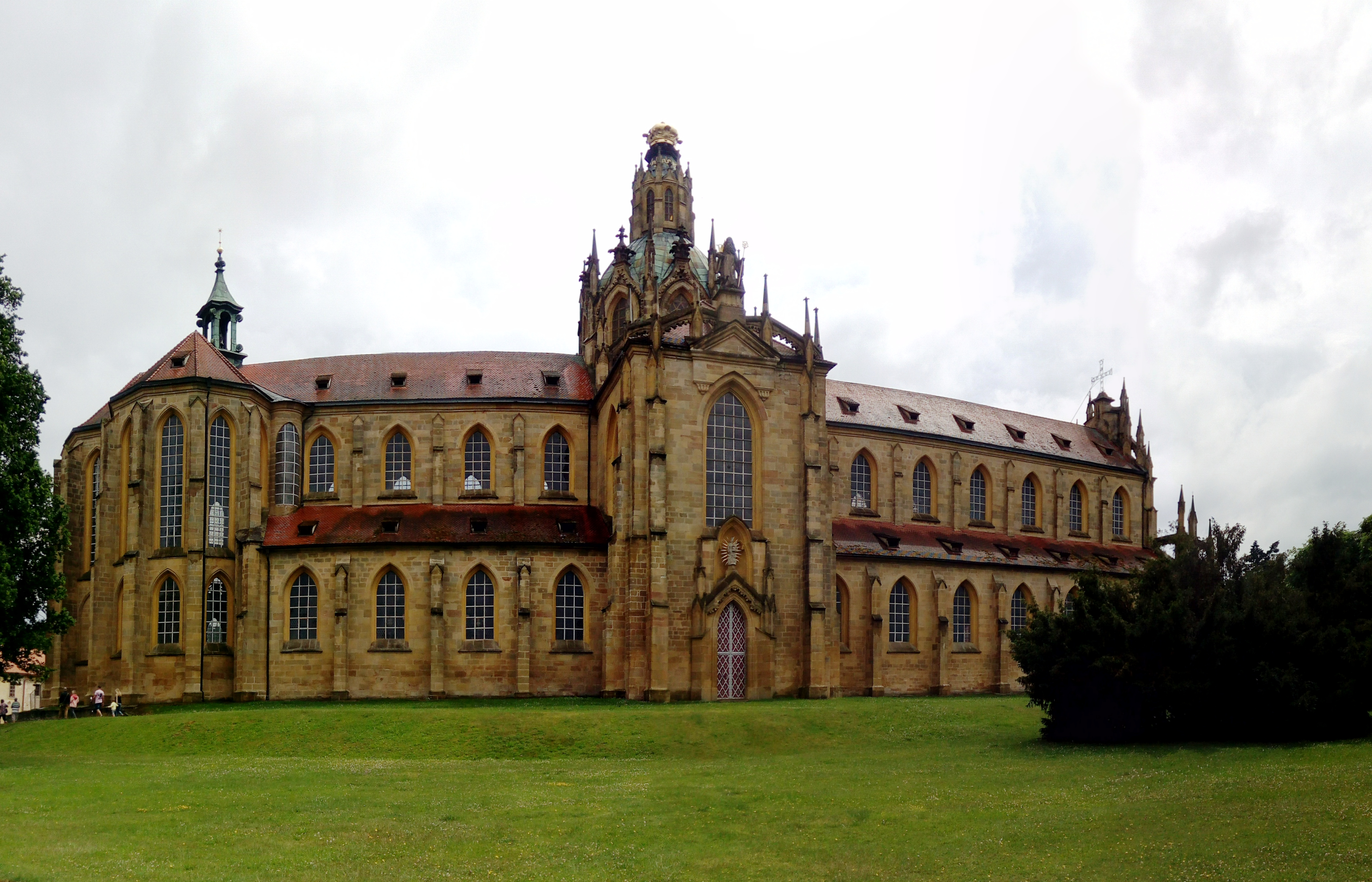
Vista de la iglesia desde el parque
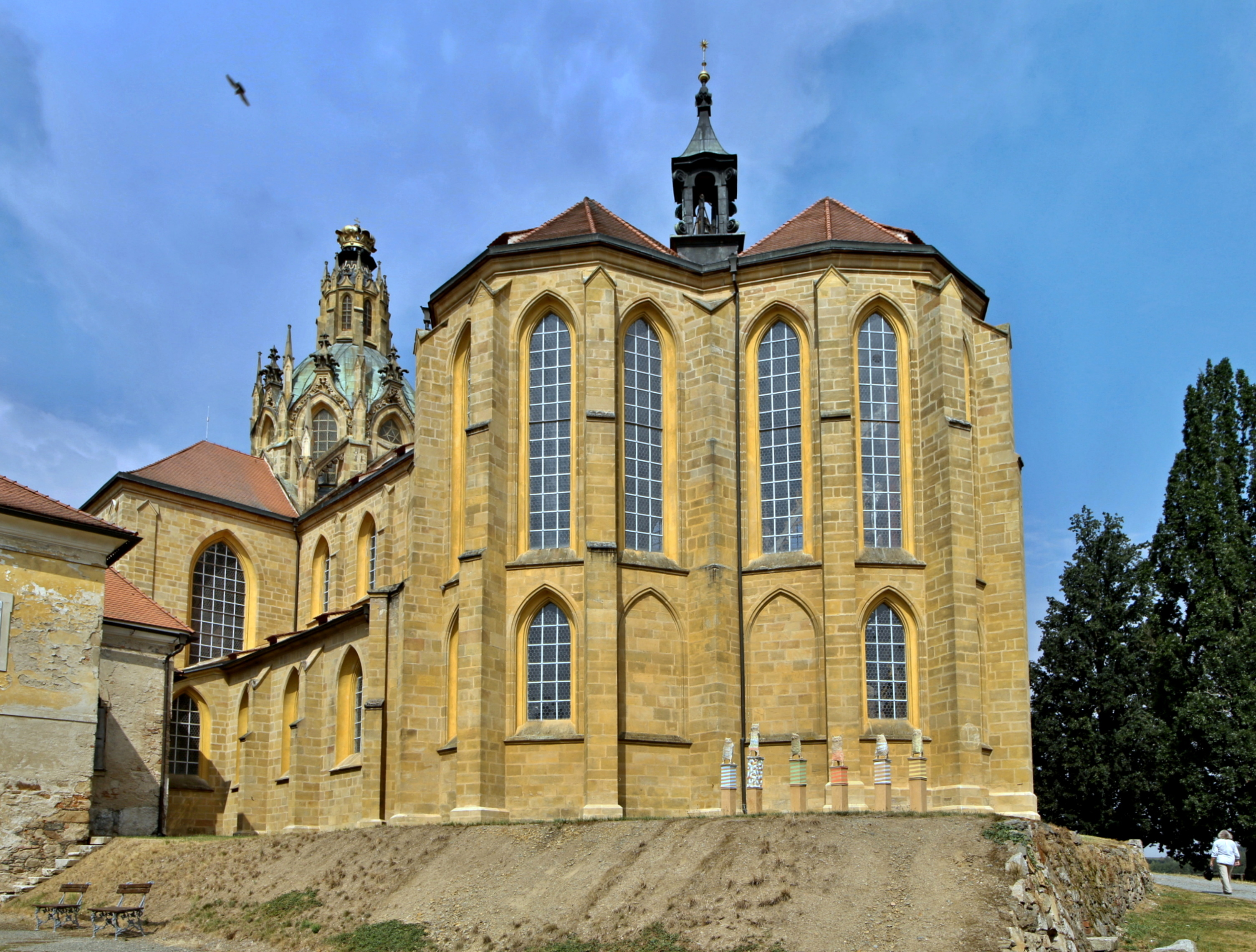
Vista de la cabecera de la iglesia
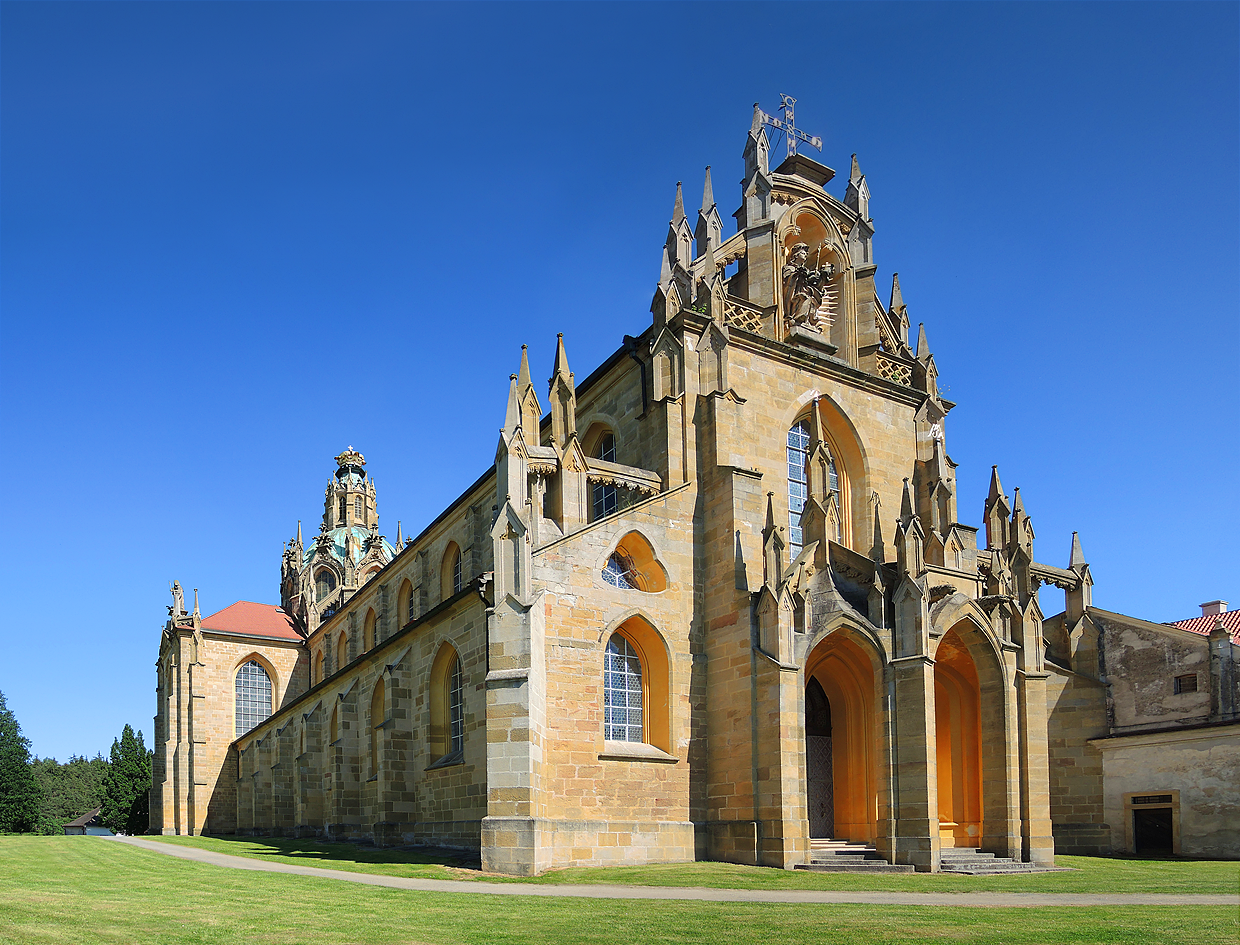
Fachada occidental

### Barroco

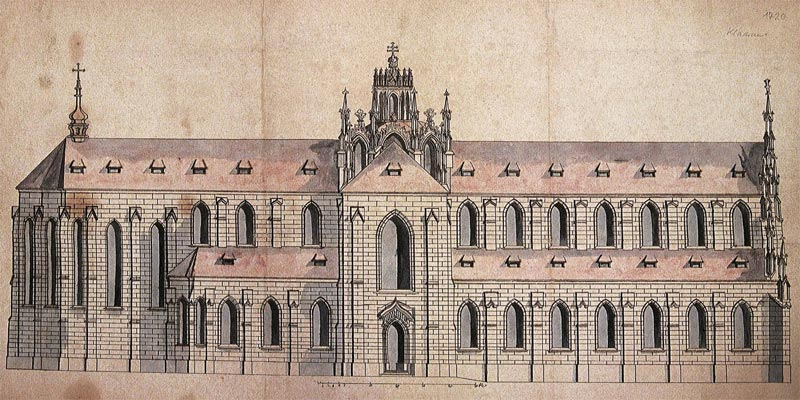
Dibujo de la basílica, de Jan Santini Aichel

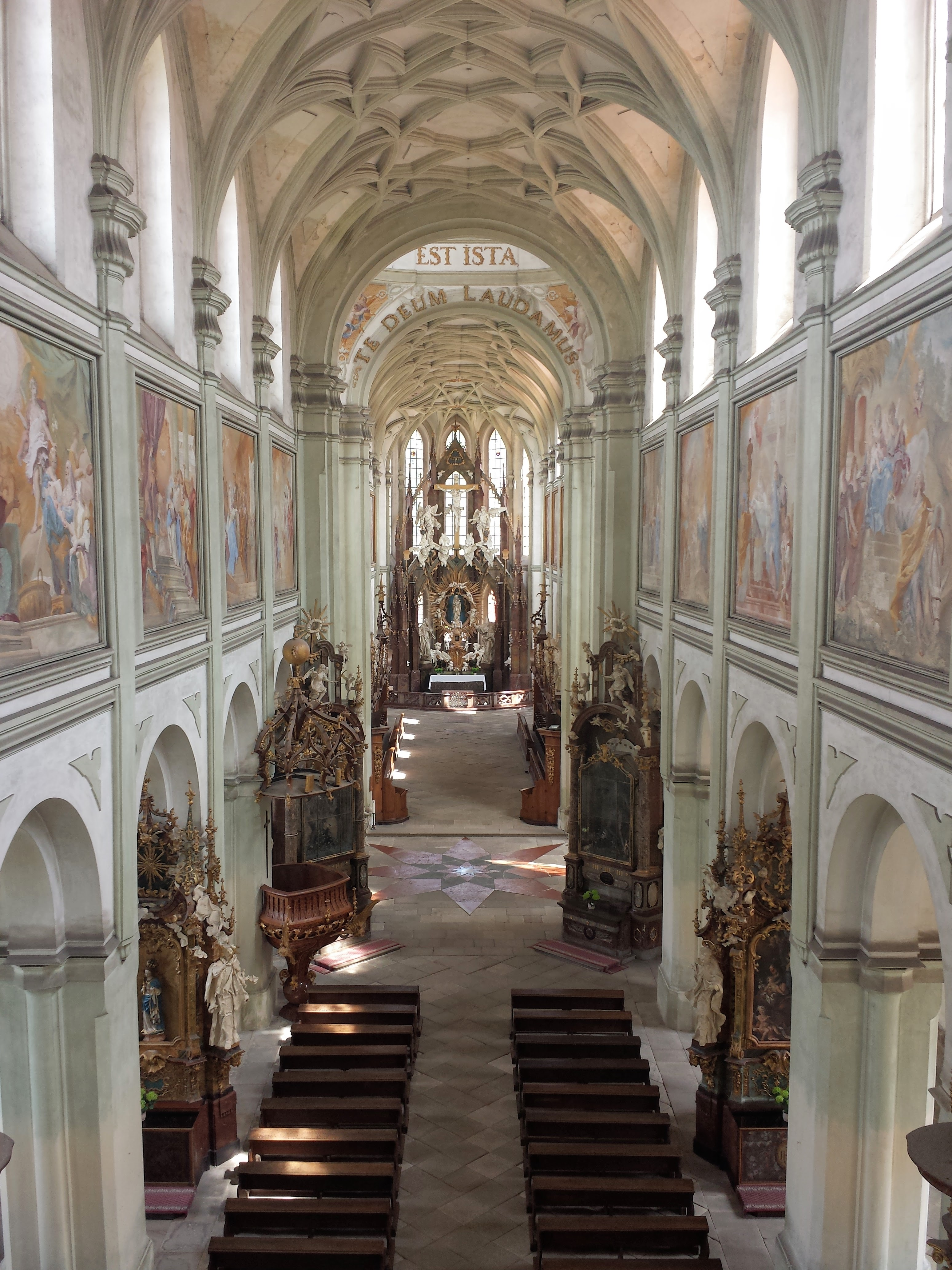
Interior de la nave

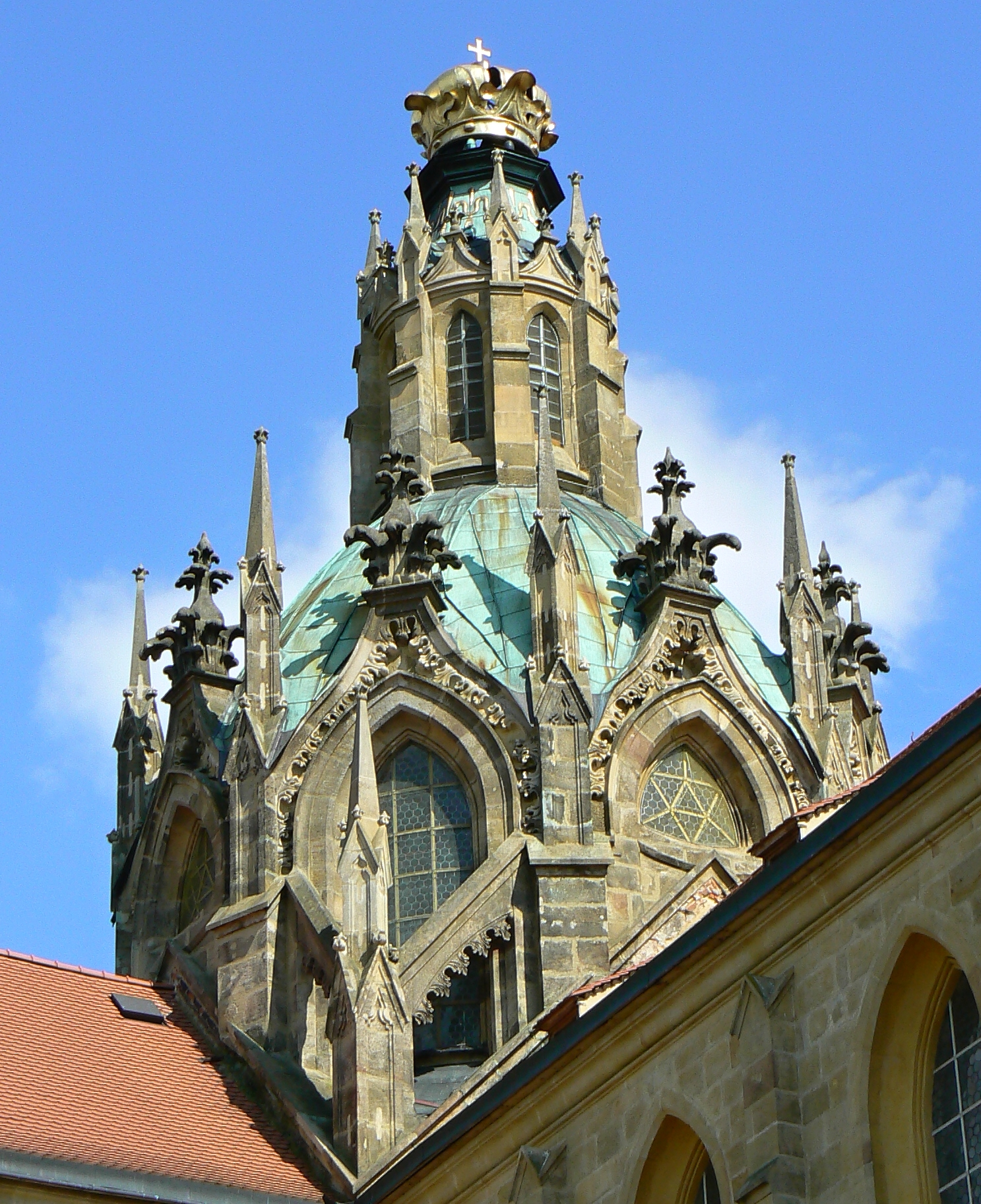
Detalle de la cúpula

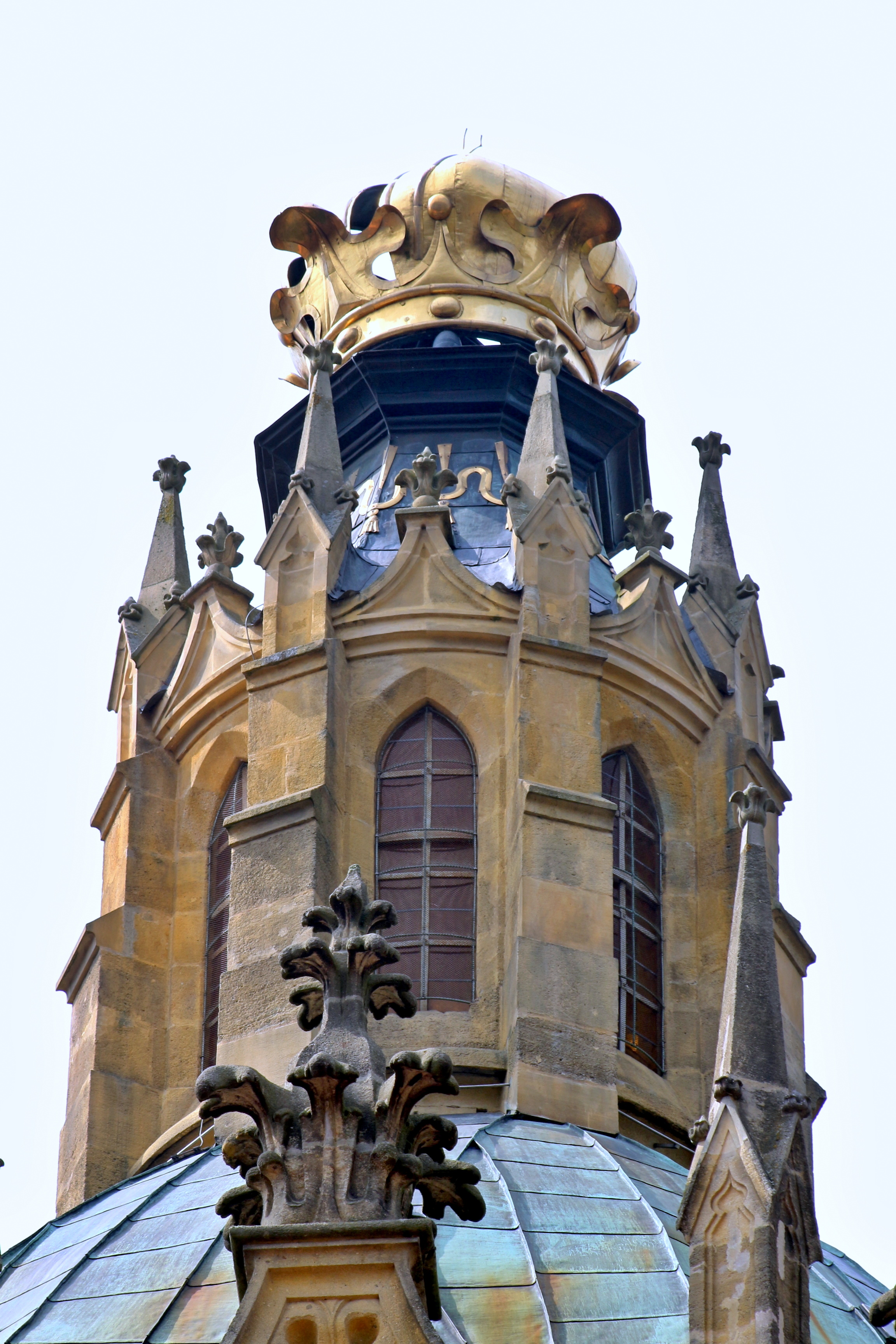
Detalle de la linterna de la cúpula

En 1653 se inició la renovación general del edificio del convento y de la Iglesia de la Virgen María, y en 1664-1670 se construyó una nueva prelatura. El monasterio fue reconstruido a partir de 1701 por iniciativa del abad Maurus Fintzguth. En 1705, el monasterio recuperó la propiedad de Přeštice y en 1712 comenzó la reconstrucción de una joya arquitectónica única, la Iglesia de la Asunción de la Virgen María, que todavía domina la ciudad de Kladruby. Se aprovechó al máximo la mampostería románico-gótica y se añadió un nuevo remate de tres hojas. La iglesia fue consagrada en 1726, y hasta el día de hoy es la tercera iglesia más grande de las tierras checas, después de la Catedral de San Vito en Praga y de la Iglesia de la Asunción de Nuestra Señora y San Juan el Bautista en Sedlec, cerca de Kutná Hora (sin embargo, la nave tiene una longitud de solo 87 m según Wikipedia).
Es una de las obras maestras del constructor Jan Blažej Santini, construida en estilo gótico barroco. La longitud total de la iglesia es de 93 m, la altura interna de la cúpula es de casi 40 m. Una estrella de ocho puntas está marcada en el piso de la iglesia en la intersección. Sobre todo, es un símbolo de la Virgen María, la llamada Estrella Mariana. A veces se dice que también es el símbolo de Santini, representado en la ornamentación geométrica de todos sus edificios. El autor de la decoración escultórica fue principalmente Matyáš Bernard Braun. Su taller escultórico en Praga en 1725-1728 suministró a la iglesia un gran conjunto de altares diseñados arquitectónicamente por Santini, así como muchas estatuas de santos de madera de tamaño natural. Algunos son blancos y dorados y parcialmente dorados, encabezados por una estatua del santo titular de la orden, san Benedicto. Además, el taller realizó los bancos del coro y la decoración escultórica del mausoleo del fundador del monasterio, Vladislav I. El escultor Řehoř Theny también colaboró en la decoración escultórica, primero como asistente del taller de Braun y luego después de su independencia en 1728, cuando suministró, por ejemplo, estatuas alegóricas de La Fe y La Esperanza. Los hermanosEgid y Cosmas Damian Asam pintaron los frescos en la bóveda de la cúpula, en el coro y entre los contrafuertes de la nave principal. Los frescos rococó en las paredes del crucero después de 1750 fueron creados por Judas Thaddeus Supper, con escenas de la Tentación de San Benito y la Jerusalén celestial.
La reconstrucción del monasterio continuó después de la muerte de Santini, principalmente con la construcción de un nuevo convento, diseñado por Kilián Ignác Dientzenhofer. La construcción se completó en gran parte en 1739, aunque el monasterio no se terminó hasta 1770. Sin embargo, el trabajo de acabado ya estuvo marcado por la reducción de la gestión de la iglesia por parte del estado —que culminó en 1785, después de que el emperador José II promulgase en 1780 el Edicto sobre Instituciones Inactivas, que prohibía las órdenes monásticas contemplativas y solo permitía órdenes monásticas que se ocuparan de la enseñanza, la enfermería y otros trabajos prácticos dentro del Sacro Imperio Romano—. El equipamiento interior, además de los altares, se vendió y se llevó a otras iglesias.

### De 1790 hasta 1989
Poco a poco se fueron estableciendo en los edificios conventuales cuarteles, un hospital militar y de inválidos o una casa de pobres. En 1825 el mariscal de campo príncipe Alfred Windischgrätz compró sus activos Štěkeň y la finca Tachov Kladruby, que representaba una parte importante de los fideicomisos de la familia Windischgrätz. Sus actividades políticas y militares le impidieron administrar su propiedad y el monasterio no se usó de manera eficiente. La tumba de Windischgrätz de este período se ha conservado en la iglesia. En el antiguo monasterio también se estableció una cervecería en 1864. En 1945, los Windischgrätzs tuvieron que abandonar la propiedad sobre la base de los decretos de Beneš, que fue confiscada. La confiscación fue administrada por el Ministerio de Agricultura y el Estado Checoslovaco, y los Bosques del Estado Checoslovaco administraron el Fondo Nacional de Tierras. En 1946, la propiedad del monasterio se asignó a la orden benedictina. Sin embargo, la orden no se hizo cargo de la propiedad y en 1948 quedó bajo la administración de la Comisión Nacional de Cultura en Praga. Después de 1960, la sede de Granja Estatal Kladruby se estableció en Kladruby y continuó la devastación del complejo del monasterio. En 1967, el centro regional de protección de la naturaleza y el cuidado de los monumentos estatales en Pilsen se hicieron cargo de la administración del arruinado monasterio de Kladruby, que se abrió al público.

## Actualidad
La iglesia barroca del monasterio de la Asunción de la Santísima Virgen María, San Wolfgango y San Benito se ha mantenido en funcionamiento hasta el día de hoy, y la misa se celebra los días festivos importantes (Pascua, Navidad y la Asunción de la Santísima Virgen María). Después de su abolición, el monasterio fue, por ejemplo, un hospital militar, una casa de pobres, una granja estatal y gradualmente se deterioró. Comenzó a repararse en la década de 1980 y se convirtió en monumento cultural nacional después de la Revolución de Terciopelo. Es visitado por alrededor de 20.000 visitantes cada año. También hay varios eventos culturales organizados por la asociación cívica Klášter Kladruby. Los eventos regulares son una feria histórica, giras navideñas con un programa especial, conciertos de música clásica, el llamado «festival Kladrubské léto» [Festival de verano de Kladruby] (bajo el régimen comunista «Stříbrské léto» [Festival de verano]) y conciertos de órgano.
Con motivo del 900.º aniversario de la fundación del monasterio en 2015, se emitió su propia serie de perfumes y se inauguró la exposición Archiv vůní.

Vistas de los edificios monacales
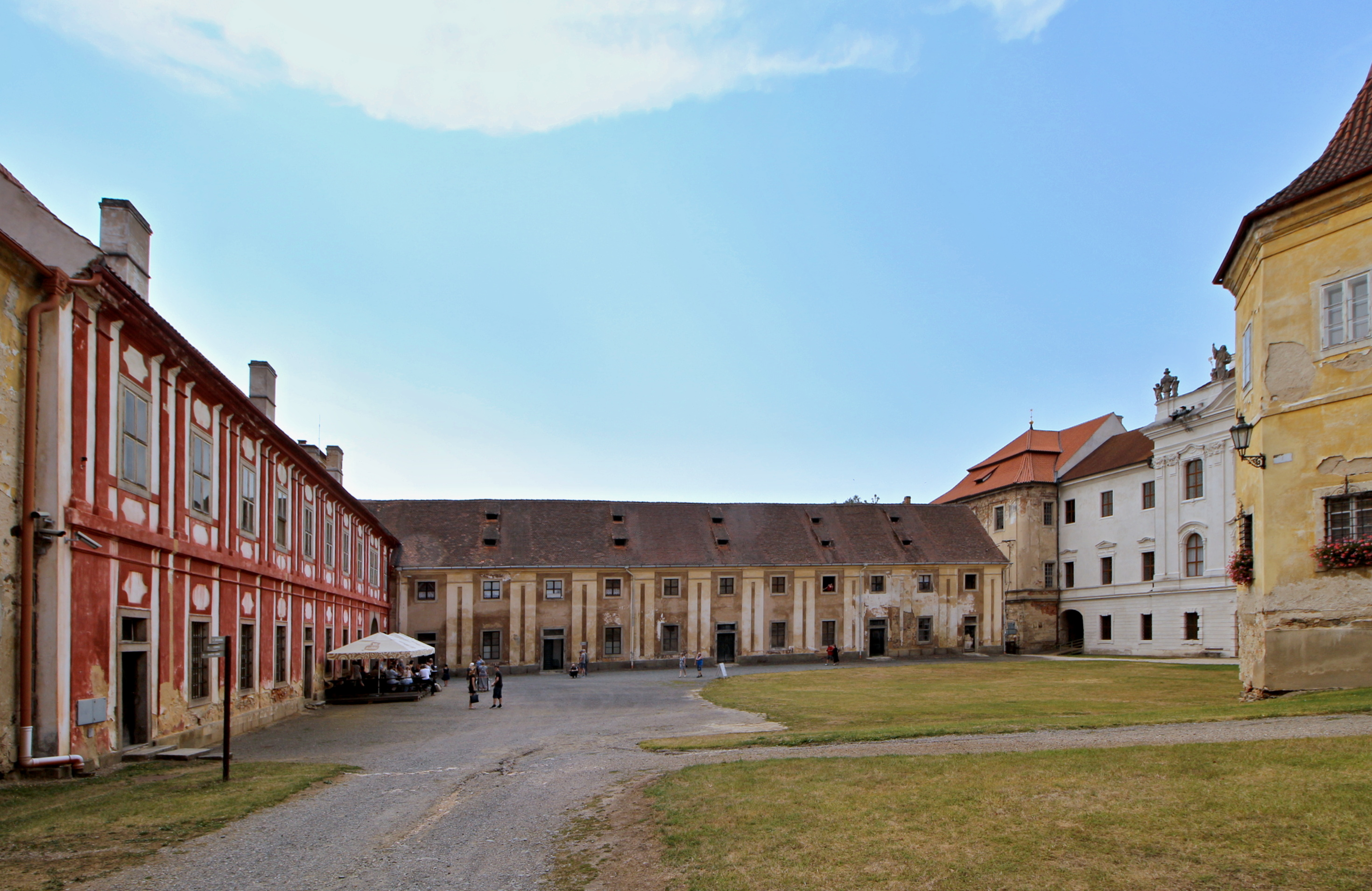
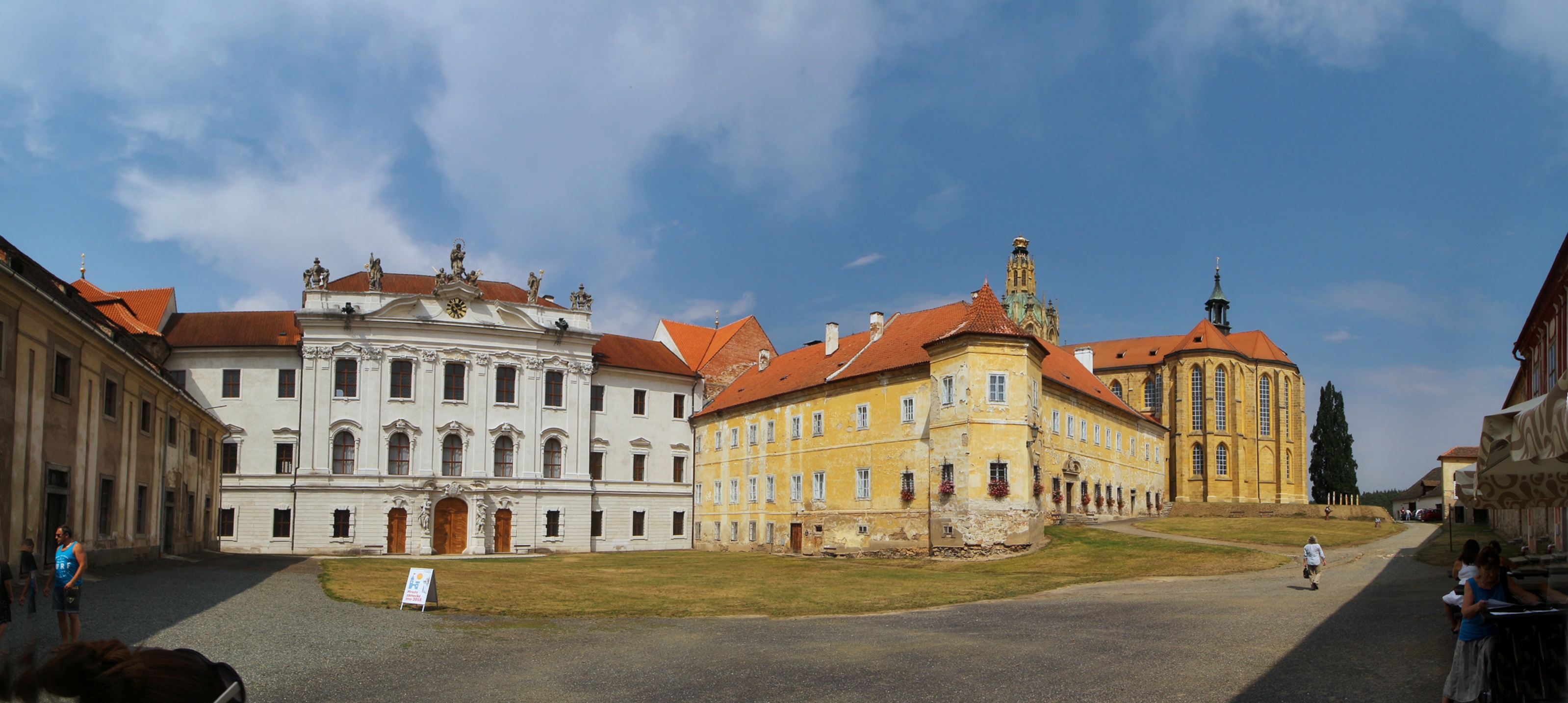
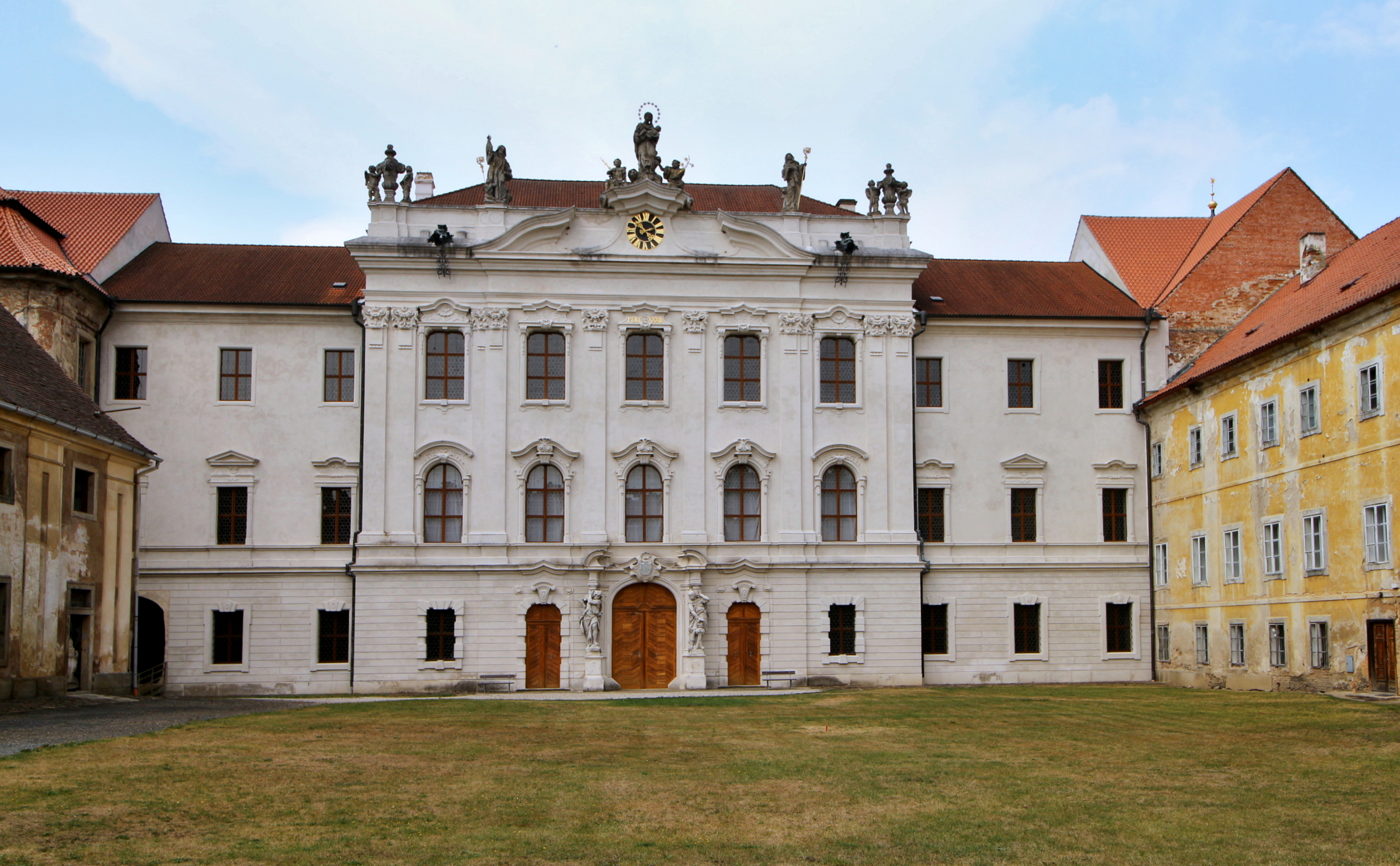
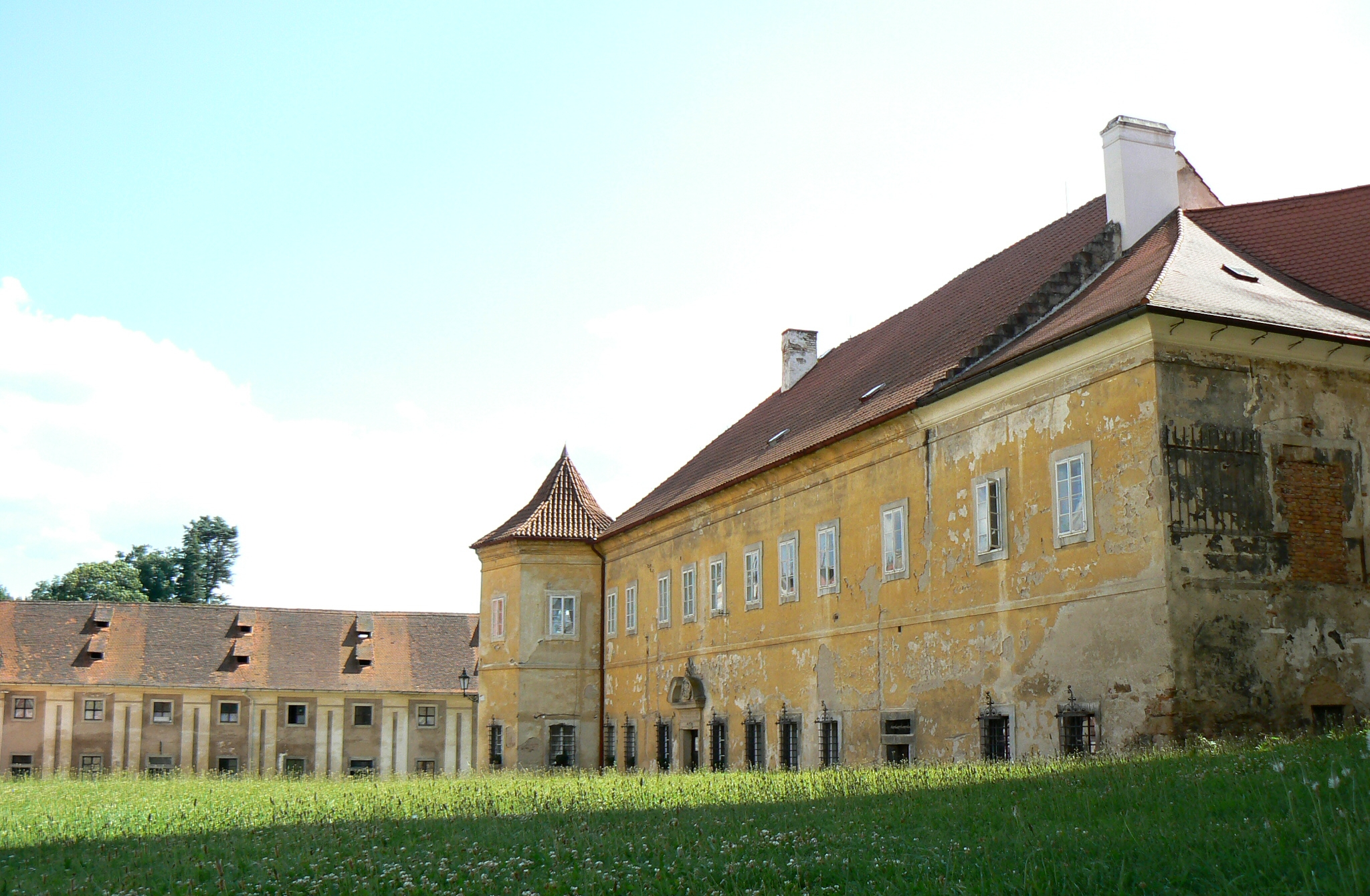
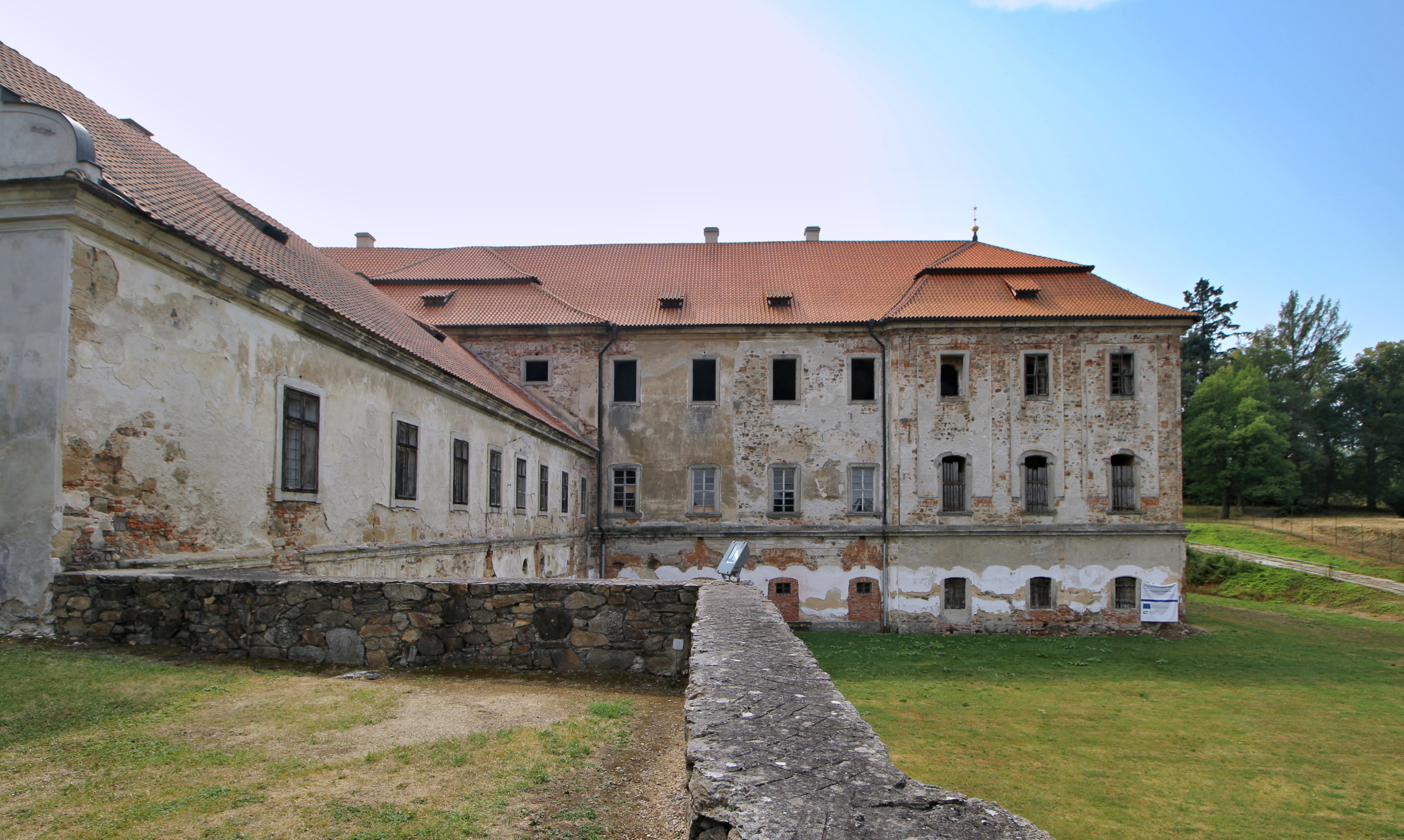